# Огар
Огар је насеље у Србији у општини Пећинци у Сремском округу. Према попису из 2022. било је 947 становника (према попису из 1991. било је 1111 становника, према попису из 2002. било је 1143 становника).
Овде се налази Сеоска кућа у Огару.
Од 2017. године у Огару се крајем септембра одржава ,,Курзовина фест", манифестација у част кукуруза, који је у овом крају једна од основних пољопривредних култура.

## Географија
Огар је ушорено село, равничарског типа. Налази се у јужном, Доњем Срему (Свињском). На северу се граничи са Никинцима и Товарником,на истоку са Карловчићем, на југу са Обрежом и на западу са Грабовцима. Кроз село пролази асфалтни пут Пећинци-Купиново, а западно је долина обрешке Криваје.
Огар је окружен шумом са југа и запада, а на северу и истоку је отворен ка пољу.

## Историја
Огар је село у општини Пећинци које се спомиње у 16. веку тј. 1570. у пописном дефтеру санџака Срема. У том периоду припадао је нахији Купиник. После протеривања Турака припада земунском властелинству а 1745. припојено је Војној граници. У почетку је то било велико село, али због честих сеоба становништва број становника варира.
У Првом светском рату село је доживело судбину већине села Доњег Срема. Због помагања српској војсци током Сремске офанзиве аустроугарска казнена експедиција је из освете спалила село, а Србе су интернирали у Славонију. Они се у Огар враћају тек 1916. године.
Током Другог светског рата број становника се смањио за трећину, а у борбама је погинуло 110 људи из села. Међу погинулима је и народни херој Душан Јерковић. За време рата Огар се налазио на једној од 3 ослобођене територије у Срему. Након рата село је напустио велики број Немаца и Мађара.
После рата, досељавање је било најмасовније из централне Србије и Босне.
Једна од најстаријих школа у овом крају основана је у Огару 1763. године.
У Огару је 1812. године рођен Јован Пантелић, академик и директор Карловачке гимназије.

## Важни објекти

### Етно кућа
У Огару се налази најстарија сачувана кућа у Срему. Датира из друге половине XVII века. Кућа је троделна, са средишњом просторијом у улози кухиње и собама са њених бочних страна. Као пример куће сажетог трема и испуштеног дела кухиње званог кућер, она представља варијанту троделне равничарске куће Срема. Породични грб на забату са орнаментима двоглавог орла асоцира на властелу, која је једина у то време могла дићи тај објекат.

### Црква Преноса моштију Светог оца Николаја
Почетком 18. века постојала је црква од плетера покривена даском. Нова црква саграђена 1747. Приликом повлачења 1943. године, Немци су минирали цркву. Мештани Огара је обнављају одмах по завршетку рата 1945. Црква до данас носи име Светог Николе и слави славу 22. маја. У цркви се још чувају делови старог иконостаса. Обновљена је 2020. године.

## Спорт
У Огару постоји фудбалски клуб Шумар, који је основан 1930. године.

## Демографија
У насељу Огар живи 875 пунолетних становника, а просечна старост становништва износи 37,9 година (37,0 код мушкараца и 38,8 код жена). У насељу има 323 домаћинства, а просечан број чланова по домаћинству је 3,54.
Ово насеље је великим делом насељено Србима (према попису из 2002. године), а у последња три пописа, примећен је пораст у броју становника.
|  |

| Демографија | Демографија | Демографија |
| Година      | Становника  | Становника  |
| ----------- | ----------- | ----------- |
| 1948.       | 932         |             |
| 1953.       | 1.030       |             |
| 1961.       | 1.157       |             |
| 1971.       | 1.119       |             |
| 1981.       | 1.096       |             |
| 1991.       | 1.111       | 1.106       |
| 2002.       | 1.143       | 1.143       |

| Етнички састав према попису из 2002.‍ | Етнички састав према попису из 2002.‍ | Етнички састав према попису из 2002.‍ | Етнички састав према попису из 2002.‍ | Етнички састав према попису из 2002.‍ |
| ------------------------------------ | ------------------------------------ | ------------------------------------ | ------------------------------------ | ------------------------------------ |
|                                      |                                      |                                      |                                      |                                      |
| Срби                                 | Срби                                 |                                      | 1.115                                | 97,55%                               |
| Роми                                 | Роми                                 |                                      | 7                                    | 0,61%                                |
| Хрвати                               | Хрвати                               |                                      | 4                                    | 0,34%                                |
| Словаци                              | Словаци                              |                                      | 3                                    | 0,26%                                |
| Црногорци                            | Црногорци                            |                                      | 2                                    | 0,17%                                |
| Руси                                 | Руси                                 |                                      | 2                                    | 0,17%                                |
| Муслимани                            | Муслимани                            |                                      | 2                                    | 0,17%                                |
| Југословени                          | Југословени                          |                                      | 2                                    | 0,17%                                |
| Мађари                               | Мађари                               |                                      | 1                                    | 0,08%                                |
| непознато                            | непознато                            |                                      | 3                                    | 0,26%                                |

| Година пописа     | 1948. | 1953. | 1961. | 1971. | 1981. | 1991. | 2002. |
| ----------------- | ----- | ----- | ----- | ----- | ----- | ----- | ----- |
| Број домаћинстава | 223   | 244   | 281   | 293   | 316   | 315   | 323   |

| Број чланова      | 1  | 2  | 3  | 4  | 5  | 6  | 7  | 8 | 9 | 10 и више | Просек |
| ----------------- | -- | -- | -- | -- | -- | -- | -- | - | - | --------- | ------ |
| Број домаћинстава | 52 | 67 | 44 | 65 | 37 | 39 | 11 | 5 | 2 | 1         | 3,54   |

| Пол    | Укупно | Неожењен/Неудата | Ожењен/Удата | Удовац/Удовица | Разведен/Разведена | Непознато |
| ------ | ------ | ---------------- | ------------ | -------------- | ------------------ | --------- |
| Мушки  | 468    | 132              | 298          | 20             | 13                 | 5         |
| Женски | 455    | 71               | 300          | 74             | 7                  | 3         |
| УКУПНО | 923    | 203              | 598          | 94             | 20                 | 8         |

| Пол    | Укупно                    | Пољопривреда, лов и шумарство | Рибарство                            | Вађење руде и камена | Прерађивачка индустрија       |
| ------ | ------------------------- | ----------------------------- | ------------------------------------ | -------------------- | ----------------------------- |
| Мушки  | 282                       | 132                           | 0                                    | 0                    | 56                            |
| Женски | 96                        | 40                            | 0                                    | 0                    | 14                            |
| УКУПНО | 378                       | 172                           | 0                                    | 0                    | 70                            |
| Пол    | Производња и снабдевање   | Грађевинарство                | Трговина                             | Хотели и ресторани   | Саобраћај, складиштење и везе |
| Мушки  | 1                         | 12                            | 12                                   | 4                    | 12                            |
| Женски | 1                         | 0                             | 12                                   | 0                    | 1                             |
| УКУПНО | 2                         | 12                            | 24                                   | 4                    | 13                            |
| Пол    | Финансијско посредовање   | Некретнине                    | Државна управа и одбрана             | Образовање           | Здравствени и социјални рад   |
| Мушки  | 0                         | 0                             | 1                                    | 3                    | 1                             |
| Женски | 0                         | 1                             | 1                                    | 6                    | 9                             |
| УКУПНО | 0                         | 1                             | 2                                    | 9                    | 10                            |
| Пол    | Остале услужне активности | Приватна домаћинства          | Екстериторијалне организације и тела | Непознато            | Непознато                     |
| Мушки  | 1                         | 0                             | 0                                    | 47                   | 47                            |
| Женски | 0                         | 0                             | 0                                    | 11                   | 11                            |
| УКУПНО | 1                         | 0                             | 0                                    | 58                   | 58                            |